# Зебровидная бычья акула

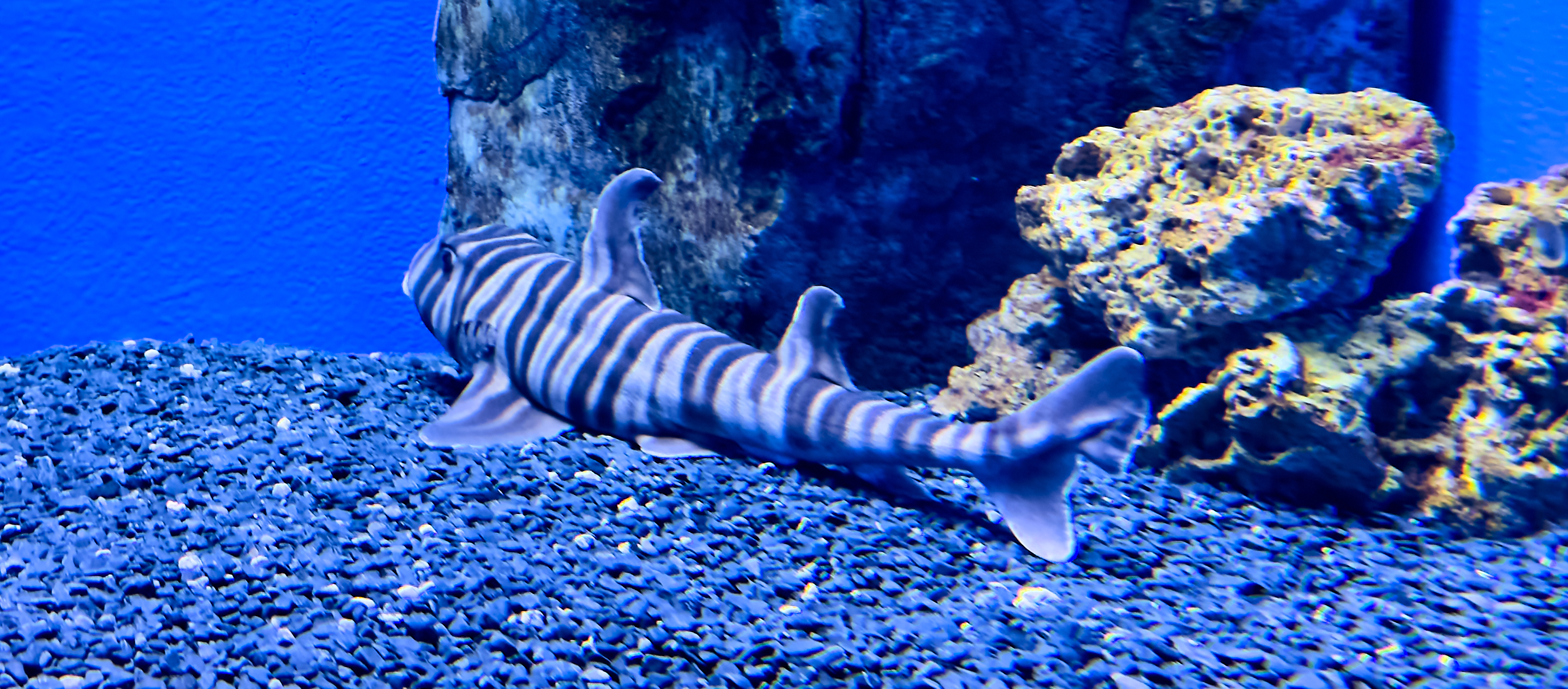
В Приморском океанариуме

Зебровидная бычья акула, или китайская бычья акула, или узкополосая бычья акула, или узкополосая рогатая акула (лат. Heterodontus zebra) — вид хрящевых рыб рода бычьих акул семейства разнозубых акул. Обитает в западной части Тихого океана на мелководье. Размножается, откладывая яйца. Питается беспозвоночными и мелкими костистыми рыбами. Максимальная зафиксированная длина 122 см. Не является объектом коммерческого промысла.

## Таксономия
Впервые вид научно описан в 1831 году. Голотип представляет собой самку длиной 47 см, пойманную у берегов Шаньтоу, Китай.

## Ареал
Зебровидные бычьи акулы обитают в западной части Тихого океана на континентальном и островном шельфе на глубине до 200 м, в основном не глубже 50 м. Эти акулы встречаются у берегов Японии, Кореи, Китая, Вьетнама, Индонезии (Сулавеси, Амбон) и Австралии.

## Описание
У зебровидных бычьих акул крупная голова с тупым и коротким рылом. Имеются низкие надглазничные выступы, которые плавно сходят на нет позади глаз. Ноздри обрамлены на входящие и выходящие отверстия длинными кожными лоскутами. За глазами имеются брызгальца. Передние зубы небольшие и заострённые. Боковые зубы крупнее, вытянуты продольно и имеют форму моляров.
Стройное тело имеет форму цилиндра. Грудные плавники крупные, удлинённые, каудальный край прямой. Спинные плавники высокие, серповидной формы. Первый спинной плавник крупнее второго. Его основание начинается позади узкого основания грудных плавников. У основания обоих спинных плавников имеется вертикальный шип. Основание анального плавника расположено позади основания второго спинного плавника. Основной светло-коричневого или белого цвета, по нему про или коричневых полос, кроме того имеются узкие полоски по бокам.

## Биология
Зебровидные бычьи акулы размножаются, откладывая яйца, заключённые в яйцевую капсулу. Эмбрионы питаются исключительно желтком. Самки откладывают в зарослях водорослей или в каменистых расщелинах по два яйца за один раз. Одно «гнездо» может быть использовано несколькими самками. В Японии зебровидные бычьи акулы откладывают яйца с весны до позднего лета 6—12 раз за один сезон размножения. Снаружи яйцевую капсулу обвивает пара спиралевидных гребней. Новорожденные длиной около 18 см вылупляются через год. Во время спаривания самец удерживает самку зубами за грудной плавник. Спаривание длится около 15 минут. Рацион состоит преимущественно из беспозвоночных. Самцы достигают половой зрелости при длине от 64 до 84 см.

## Взаимодействие с человеком
Эти акулы не представляют опасности для человека и не являются объектом промышленной добычи. В качестве прилова может попадать в коммерческие рыболовные сети. Международный союз охраны природы присвоил этому виду статус «Вызывающий наименьшие опасения».